# Флоренция
Флоре́нция (итал. Firenze [fiˈrɛnʦe], лат. Florentia) — итальянский город на реке Арно, в прошлом — центр Флорентийской республики, столица герцогов Медичи и Итальянского королевства. Ныне — административный центр области Тоскана и одноимённой территориальной единицы, приравненной к провинции. Население — 382 347 человек (2017).

## Описание
Несмотря на удалённость от моря и постоянные политические волнения, Флоренция XIII—XVII веков внесла грандиозный вклад в развитие европейской и мировой цивилизаций. Город дал миру таких «гигантов мысли», как Донателло, Никколо Макиавелли, Данте. Местный диалект лёг в основу литературного итальянского языка; флорентийская монета стала эталоном для всей Европы; флорентийские художники разработали законы перспективы; флорентийский мореплаватель Америго Веспуччи дал своё имя Новому Свету, а флорентийские мыслители положили начало эпохе Ренессанса, в связи с чем Флоренция по праву носит имя «Колыбель Возрождения».
Флоренция является важным городом итальянской моды и была удостоена 31 места в рейтинге модных столиц мира. Кроме того, Флоренция — это национальный экономический, туристический и индустриальный центр Италии, который в 2008 году занял семнадцатое место в списке итальянских городов с наибольшей прибылью.

## География
Сейчас город занимает площадь около 103 км² вокруг холмов на берегах реки Арно. Флоренция находится в области, с трёх сторон окружённой живописными равнинами.
По территории протекают реки Арно, Муньоне, Терцоле и Греве.
Покровителем города почитается Иоанн Креститель, празднование — 24 июня.

## История
В 59 году до н. э. на месте нынешней Флоренции было основано поселение римских ветеранов, получившее название «Флоренция» («цветущая»). В дальнейшем оно превратилось в город, который в IV веке н. э. стал резиденцией епископа. Затем Флоренция попадала под власть остготов, византийцев, лангобардов и франков. В результате этих нашествий население города существенно сократилось.
Возрождение Флоренции началось в X веке. В 1116 году она стала независимой коммуной.
В XI—XII веках были построены Баптистерий и церковь Сан-Миниато.
В XIII веке под руководством Арнольфо ди Камбио начали строить Санта Мария дель Фьоре (флорентийский Дуомо), возвели Палаццо Веккьо.
В XIII веке коммуна оказалась вовлечённой в борьбу между гвельфами и гибеллинами, однако конфликт не помешал процветанию города. В 1252 году Флоренция ввела собственную золотую монету, флорин стал одной из самых устойчивых монет в Европе. Экономика города основывалась на производстве тканей из английской шерсти. В 1340-х годах население города составляло порядка 80 000 человек, но затем эпидемия чумы резко его сократила.
Данте Алигьери, уроженец Флоренции, в своей «Божественной комедии», написанной в начале XIV века, придал разговорному языку такое достоинство и колорит, что это впоследствии позволило ему стать (наряду с образцами Петрарки и Боккаччо) основой итальянского языка — сначала литературного, а потом разговорного; таким образом, именно тосканский диалект лежит в основе современного итальянского языка.

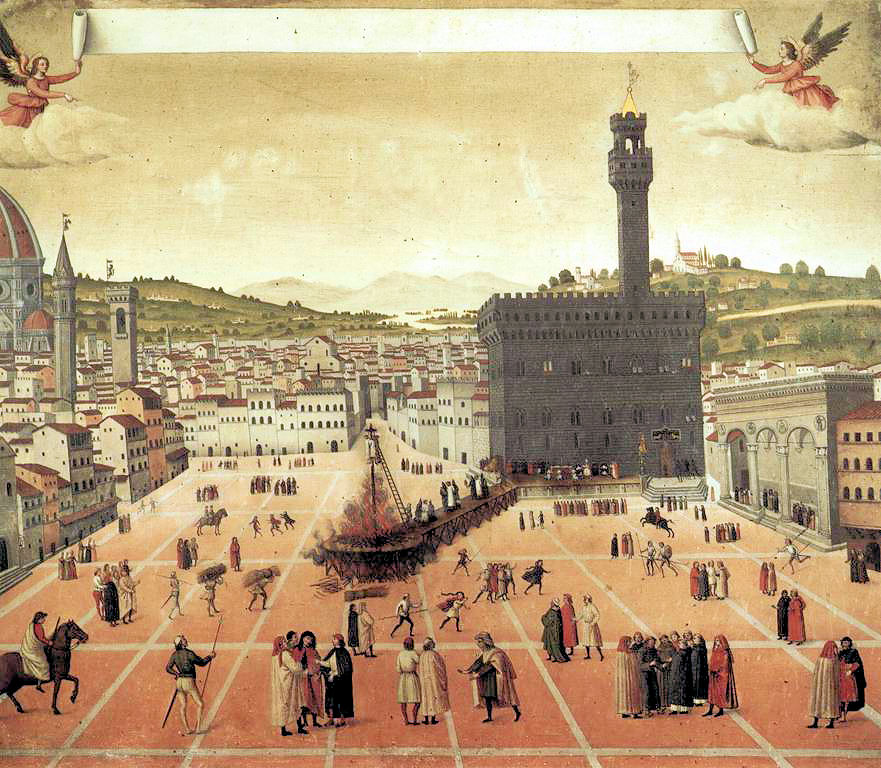
Сожжение Савонаролы в 1498 году

XIV век прошёл под эгидой готического стиля в архитектуре и «Декамерона» Джованни Боккаччо — в литературе. Страшная чума 1348 года (отображённая в этом сборнике ста новелл) унесла тысячи жизней, обернувшись огромной трагедией.
В 1434 году к власти приходит династия Медичи. Козимо Медичи был грамотным правителем и прославился как меценат и покровитель искусств и художников. В эпоху его правления Флоренция превратилась в столицу искусств, а с его именем и именем его внука Лоренцо (Великолепного), продолжившего дело своего деда, связан период наивысшего подъёма и расцвета Флоренции. Со всех концов Италии Козимо приглашал лучших художников, скульпторов, архитекторов, литераторов и философов. Он поощрял занятия творчеством, вкладывал огромные деньги в создание и развитие художественных школ, академий, мастерских. Благодарные потомки назвали Козимо Медичи «Pater Patriae» («Отец Отечества»). По заказу Козимо, лучшими художниками были выполнены тысячи шедевров. Домашним учителем своего внука Лоренцо (Великолепного), будущего правителя Флоренции, Козимо Медичи назначил Марсилио Фичино — философа, гуманиста, переводчика, астролога, выдающегося мыслителя своего времени. Именно с именем этого человека был связан решающий поворот в истории гуманистической мысли в эпоху Возрождения.
В 1462 году Медичи подарил Фичино имение в Кареджи, а также греческие рукописи произведений Платона и некоторых других древних авторов. Вокруг Фичино к тому времени сложилась группа единомышленников, объединённых идеями неоплатонизма — своего рода учёное братство, впоследствии и получившее известность под названием Платоновской академии. Академия более трёх десятилетий была одним из важнейших интеллектуальных центров Европы. В её состав входили люди самого разного звания и рода занятий — аристократы, дипломаты, купцы, чиновники, священнослужители, врачи, университетские профессора, гуманисты, богословы, поэты, художники, люди искусства. Членами Академии, помимо Марсилио Фичино, были также и многие известные люди того времени — Микеланджело Буонаротти, Сандро Ботичелли, Лоренцо (Великолепный) Медичи, Пико делла Мирандола, Анджело Полициано и многие другие. В стенах виллы Кареджи в Академии проходили диспуты участников. Одной из ведущих тем дискуссий была эстетика как учение о прекрасном. Академию отличала атмосфера свободного научного поиска, дружеское обсуждение вопросов, стремление к синтезу областей знания.
Главным критерием для участия во встречах была любовь к слову, к философии, к Богу, к людям, друг к другу. Любовь — вот, что было объединяющим началом всех этих гениальных людей, по странному стечению обстоятельств родившихся или оказавшихся в одно время и в одном месте — в небольшом городке Флоренция (вместе с окрестностями и деревнями проживало там тогда не более тридцати тысяч человек), но в то время влиятельном центре европейской культуры, который являлся своеобразным концентратом философской мысли и высшего художественного творчества. Платоновская академия стала её духовным центром, а впоследствии и духовным центром Возрождения. Именно из стен этой академии новые прогрессивные идеи вышли в свет, попали в университеты, зашагали по всей Италии, а затем распространились и на всю Европу, неся человечеству ознаменование новой эпохи, которую мы сейчас называем «Возрождение». Поэтому именно Флоренцию называют «колыбелью Возрождения», а Марсилио Фичино — человеком, стоявшим у его истоков.
Однако главенство Медичи было недолгим, и уже в конце века после смерти Лоренцо народ изгоняет их и провозглашает Флорентийскую республику.

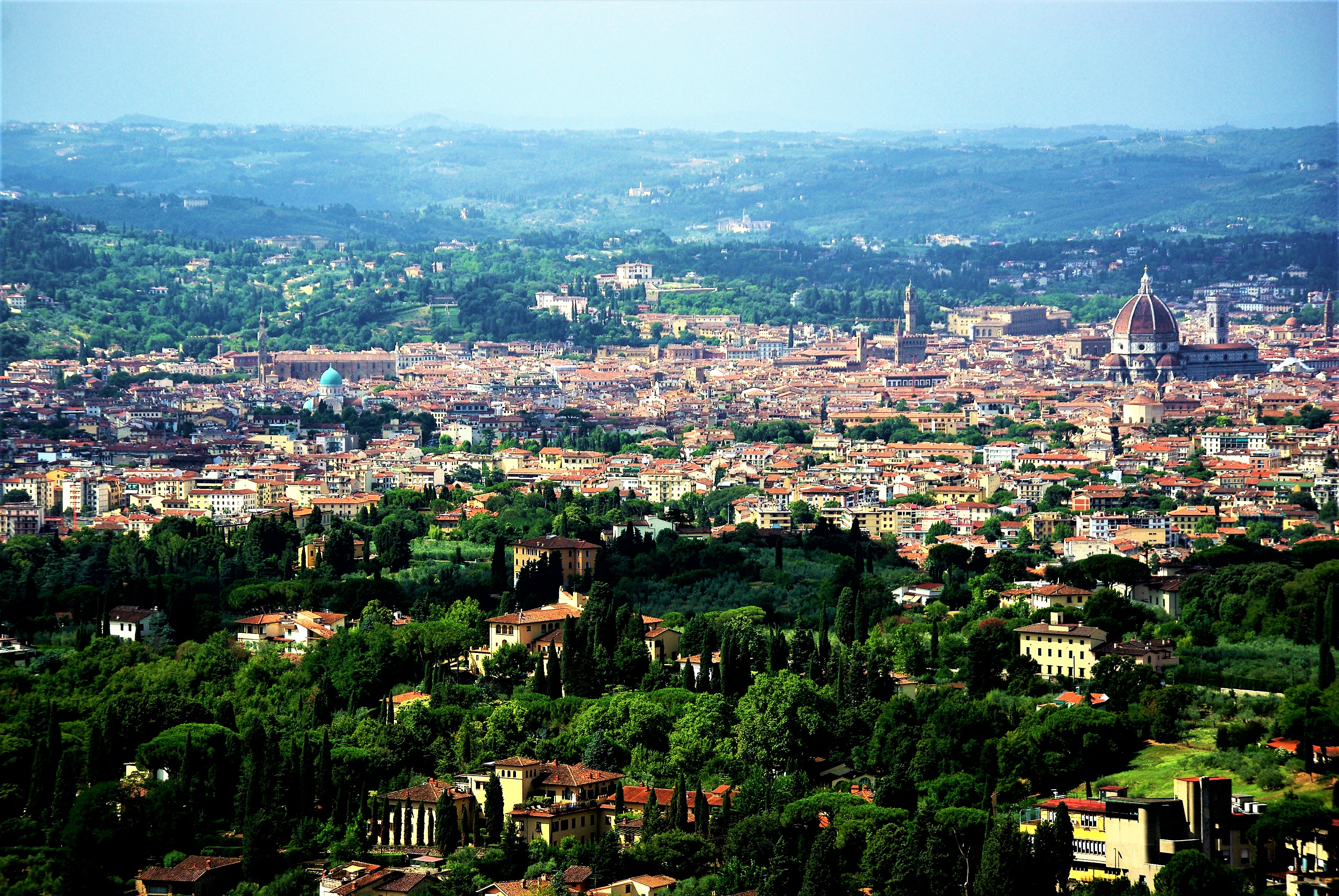
Вид на Флоренцию из города Фьезоле

В республиканский период вписали свои имена в историю Флоренции такие великие личности, как Леонардо да Винчи, Савонарола, Макиавелли, Микеланджело. Козимо вернул себе господство во Флоренции уже в XVI веке, существенно укрепив вновь созданное им великое герцогство Тоскана.
1448 год был одним из самых страшных в истории города. Во Флоренции свирепствовали чума и голод, и история донесла до настоящего времени праведные труды Святого Антонина епископа Флорентийского, не только поддерживавшего горожан проповедями и благими поступками, но и пытавшегося изготавливать средства борьбы с болезнью и лекарства, поддерживающие иммунитет. 

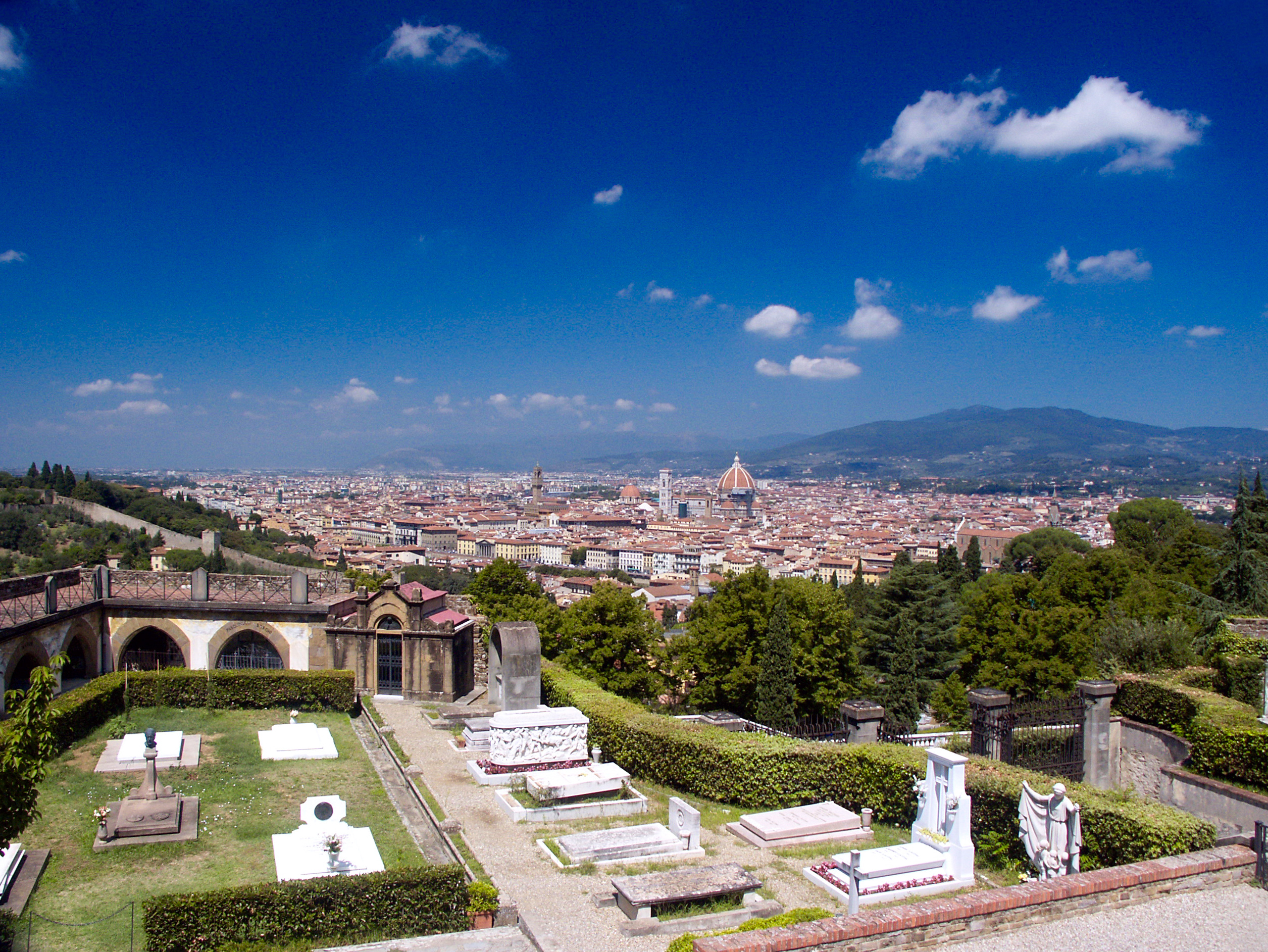
Кладбище при Сан-Миниато-аль-Монте. Здесь покоятся многие знаменитые флорентийцы

Национальная освободительная борьба Рисорджименто на целых шесть лет сделала Флоренцию столицей Итальянского королевства (1865—1871 годы) — вслед за Турином и до окончательного присоединения к единой Италии Папской Области и Рима. Этот период и статус оставили большой и неоднозначный след в облике города: была снесена часть исторического центра («чрева» города) с еврейским гетто, рынком и множеством высоких жилых башен. На этом месте (нынешняя Площадь Республики) был задуман помпезный и чуждый флорентийской архитектуре квартал пьемонтско-туринского стиля. Осуществить этот проект успели лишь после утери городом столичных функций: к 1887 году и позднее на нынешней площади о бывшем еврейском квартале напоминают лишь такие названия, как кафе «Пашковски» и кинотеатр «Гамбринус».
Помимо того, рядом с Палаццо Питти (ставшим на эти годы королевской резиденцией), за садами Боболи, началось строительство королевских конюшен и манежа — в этом значительно реконструированном комплексе зданий теперь размещается флорентийский Институт искусств: учебно-инженерное заведение разнообразнейших ремёсел и один из главных в Италии официальных изготовителей точных гипсовых копий-отливок шедевров итальянской скульптуры.
В 1892 году Пётр Ильич Чайковский в память своего пребывания в городе назвал вторую редакцию своего струнного секстета «Воспоминание о Флоренции».
Значительный ущерб был нанесён городу бомбардировками во время Второй мировой войны. При отходе из города немецкие войска также взорвали все исторические мосты через Арно, кроме спасённого бойцами Сопротивления — Понте Веккьо.
Большое культурное бедствие постигло Флоренцию 4 ноября 1966 года, когда на город хлынула огромная масса воды объёмом около 250 000 000 м³ из реки Арно. Опустошительное наводнение, затопившее центр города на 2—3 метра, привело к гибели 34 человек (5000 семей лишились крова), а также по самым скромным подсчётам были повреждены более 3 000 000 книг и рукописей и 14 000 иных произведений искусства, навсегда утрачены бесценные фрески на первых этажах затопленных зданий. Спасение сокровищ Флоренции (поиск и очистка от тонн грязи, просушивание, консервация) стало в последующие дни подвигом многочисленных добровольцев из Италии и остального мира.
Во Флоренции работает Институт имени Микеланджело, расположенный в памятнике кватроченто, дворце Герарди.

## Достопримечательности

Собор Санта-Мария-дель-Фьоре, Дуомо

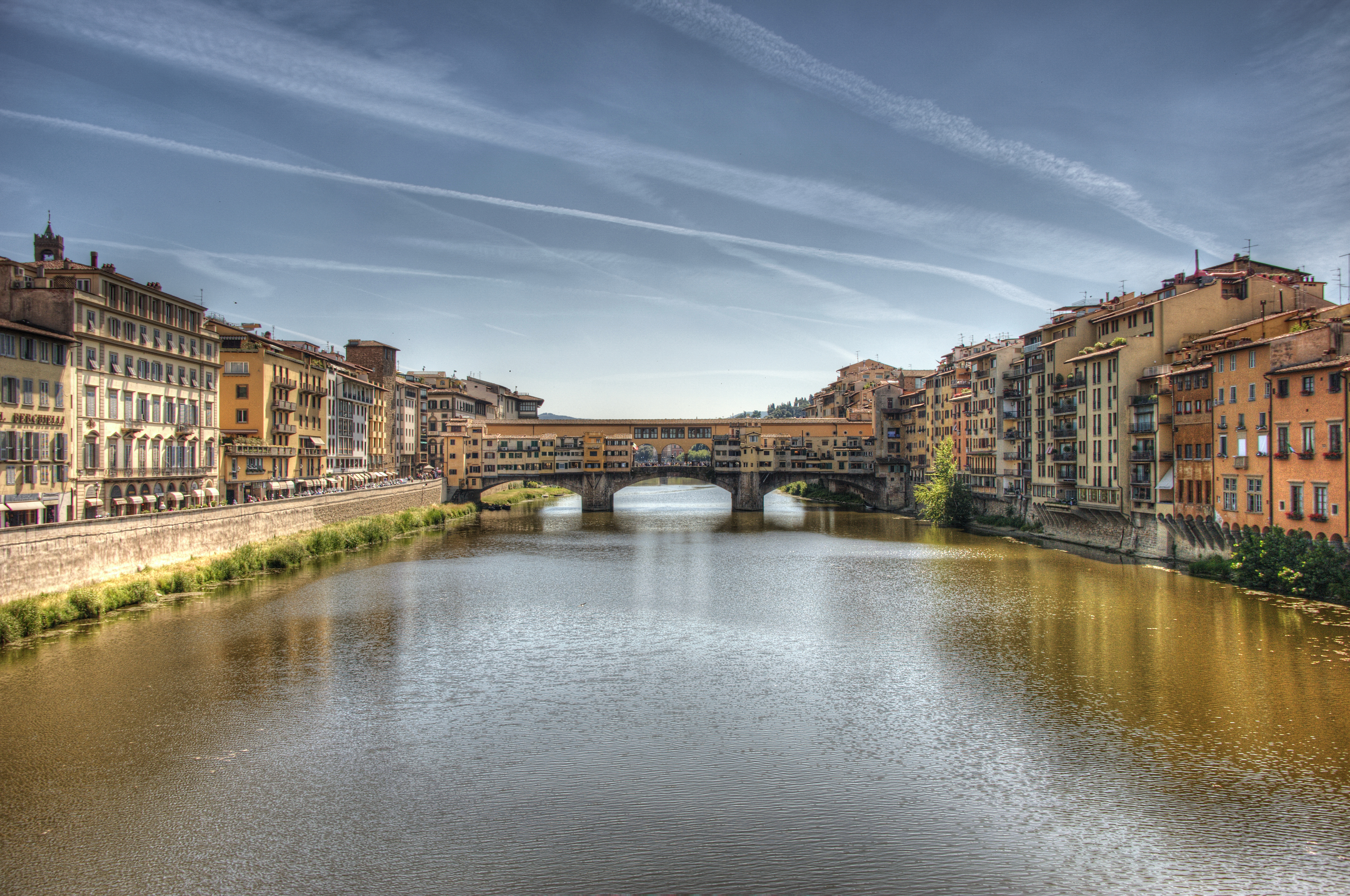
Понте Веккьо

### Соборы, базилики, церкви
- Собор Санта-Мария-дель-Фьоре (Дуомо) (Cattedrale di Santa Maria del Fiore).
- Флорентийский баптистерий (Battistero di San Giovanni Battista).
- Базилика Сан-Лоренцо (Basilica di San Lorenzo).
- Базилика Сан-Марко (Basilica di San Marco).
- Базилика Санта-Кроче (Basilica di Santa Croce) (захоронения Данте Алигьери (кенотаф), Никколо Макиавелли (кенотаф), Галилео Галилея, Микеланджело Буонарроти, Джоаккино Россини, Михаил Огинский).
- Базилика Санта-Мария-Новелла (Basilica di Santa Maria Novella).
- Базилика Санта-Тринита (Basilica di Santa Trinita).
- Церковь Оньиссанти (Chiesa di Ognissanti).
- Церковь Орсанмикеле (Chiesa di Orsanmichele).
- Церковь Сантиссима-Аннунциата (Basilica della Santissima Annunziata).
- Церковь Сан-Сальви.
- Церковь Санто-Спирито (Basilica di Santo Spirito).
- Церковь Сан-Миниато-аль-Монте (Basilica di San Miniato al Monte).
- Церковь Рождества Христова и Николая Чудотворца (православный храм).

см. также: Список церквей Флоренции

### Музеи, галереи
- Галерея Уффици (Galleria degli Uffizi).
- Музеи палаццо Питти (Palazzo Pitti).
- Галерея Академии (Galleria dell’Accademia).
- Музей Опера ди Санта Мария дель Фиоре (Museo dell’Opera di Santa Maria del Fiore).
- Палаццо Барджелло, Национальный музей (Palazzo Bargello).
- Флорентийский университет.
- Национальный археологический музей Флоренции (Museo archeologico nazionale di Firenze).
- Музей флорентийской мозаики.

### Дворцы (палаццо)
- Палаццо Веккьо (palazzo Vecchio), он же дворец Синьории (palazzo della Signoria).
- Палаццо Питти (palazzo Pitti).
- Палаццо Ручеллаи (palazzo Rucellai).
- Палаццо Строцци (palazzo Strozzi).
- Палаццо Барджелло (palazzo Bargello).
- Палаццо Медичи-Риккарди (palazzo Medici Riccardi).

### Площади (пьяцца)
- Площадь Синьории (итал. Piazza della Signoria).
- Площадь Республики (итал. Piazza della Repubblica; бывший Меркато Веккьо, снесённый в XIX веке).
- Площадь Сантиссима-Аннунциата (итал. Piazza della Santissima Annunziata).
- Площадь Свободы (итал. Piazza della Liberta).
- Площадь Всех Святых (итал. Piazza Ognissanti).
- Площадь Святого Марка (итал. Piazza San Marco).
- Площадь Святой Троицы (итал. Piazza Santa Trinita).
- Демидовская площадь (итал. Piazza Demidoff).

### Мосты
- Понте Веккьо (ponte Vecchio).
- Понте Санта-Тринита (ponte Santa-Trinita).
- Дух города.

В XIV веке, в годы расцвета гражданской жизни флорентийской коммуны, гуманисты и общественные деятели видели в республиканском Риме, прежде всего, образец общественного устройства, а также неисчерпаемый источник воспитания идеальных граждан.
В значительной степени именно контрастом между идеализированным образом античного Рима и тем унизительным положением, в котором он оказался к началу раннего Ренессанса, была порождена концепция: «Флоренция — второй Рим». Одним из первых её сформулировал Джованни Виллани в своей «Истории города Флоренции».
Если в XIV веке преобладало чувство благоговейной зависти, то с первых лет кватроченто растёт ощущение соперничества и даже превосходства «…Цветок Тосканы, зеркало Италии, соперница славного города Рима, от которого она произошла и древнему величию которого подражает, борясь за спасение Италии и её свободу», — писал Колюччо Салютати.

## Климат
Климат Флоренции представляет собой нечто среднее между средиземноморским климатом и субтропическим влажным. Зима мягкая и дождливая, но в отдельные годы возможны довольно сильные похолодания. Лето весьма жаркое и влажное; длится с конца апреля до второй половины октября.
| Показатель                    | Янв.  | Фев. | Март | Апр. | Май  | Июнь | Июль | Авг. | Сен. | Окт. | Нояб. | Дек. | Год   |
| ----------------------------- | ----- | ---- | ---- | ---- | ---- | ---- | ---- | ---- | ---- | ---- | ----- | ---- | ----- |
| Абсолютный максимум, °C       | 19    | 23   | 26,1 | 28,9 | 35   | 40   | 42   | 41,1 | 36   | 31,7 | 27    | 20,4 | 42    |
| Средний суточный максимум, °C | 10,5  | 12   | 15,4 | 19   | 24,3 | 28,5 | 32,1 | 31,9 | 26,9 | 21,5 | 15,2  | 11,2 | 20,7  |
| Средняя температура, °C       | 6,5   | 7,5  | 10,8 | 14   | 18,9 | 22,9 | 25,9 | 25,6 | 21,1 | 16,4 | 10,7  | 7,1  | 15,6  |
| Средний суточный минимум, °C  | 2,8   | 3,1  | 6,1  | 9,1  | 13   | 16,3 | 18,8 | 18,7 | 15   | 11,5 | 6,7   | 3,5  | 10,4  |
| Абсолютный минимум, °C        | −21,4 | −9,4 | −7   | −3,2 | 2,2  | 6    | 10   | 9    | 4    | −2,2 | −6    | −9   | −21,4 |
| Норма осадков, мм             | 70    | 68   | 64   | 70   | 76   | 67   | 73   | 63   | 76   | 74   | 80    | 82   | 876   |
| Источник: Погода и Климат     |       |      |      |      |      |      |      |      |      |      |       |      |       |

## Демография
В 2004 году население большой Флоренции (с пригородами, включая Прато) составляло 957 949 человек, 93,3 % из которых — итальянцы. Иммигранты составляли 6,7 %. Из 64 421 иммигрантов 27 759 человек были европейского происхождения. Большинство из них — албанцы, румыны и немцы. 10 364 человека были североафриканского происхождения (арабы).
Возрастная структура населения
- 00—14 лет — (115 175 чел.) = 12,02 %;
- 15—64 года — (619 961 чел.) = 64,63 %;
- старше 65 лет — (223 613 чел.) = 23,34 %.

Численность пенсионеров в городе возрастает (старение населения).

## Транспорт
В городе имеются: 
- Автобус Флоренции.
- Трамвай Флоренции - старая система 1879-1958.  Новая система с 14 февраля 2010 года. 2 маршрута.
- Железная дорога.
- Имелся троллейбус Флоренции до 1944 года.

## Города-побратимы
Флоренция является городом-побратимом следующих городов:
- Сидней, Австралия
- Маутхаузен, Австрия
- Тирана, Албания
- Салвадор, Бразилия
- Будапешт, Венгрия
- Дрезден, Германия
- Кассель, Германия
- Назарет, Израиль
- Вальядолид, Испания
- Исфахан, Иран
- Нанкин, Китай
- Нинбо, Китай
- Кувейт, Кувейт
- Рига, Латвия
- Фес, Марокко
- Пуэбла-де-Сарагоса, Мексика
- Вифлеем, Палестинская национальная администрация
- Арекипа, Перу
- Краков, Польша
- Чонджу, Республика Корея
- Провиденс, США
- Филадельфия, США
- Киев, Украина
- Турку, Финляндия
- Канны, Франция
- Порто-Веккио, Франция
- Реймс, Франция
- Мальмё, Швеция
- Эдинбург, Шотландия
- Таллин, Эстония
- Гифу, Япония
- Киото, Япония